# حوزه انتخابیه دوم آریزونا
حوزه انتخابیه دوم آریزونا یک حوزه انتخابیه مجلس نمایندگان آمریکا است که در ایالت آریزونا قرار دارد.